# Szarvasvipera
A szarvasvipera (Cerastes cerastes) a hüllők (Reptilia) osztályának pikkelyes hüllők (Squamata) rendjébe, ezen belül a viperafélék (Viperidae) családjába és a valódi viperák (Viperinae) alcsaládjába tartozó faj.

## Előfordulása
A szarvasvipera előfordulási területe Észak-Afrikában és a Közel-Keleten van. Afrikában Marokkótól, Mauritániától és Malitól keletre, Algérián, Tunézián, Nigeren, Líbián és Csádon keresztül, egészen Egyiptomig, Szudánig, Etiópiáig és Szomáliáig lelhető fel. Ázsiában a Sínai-félszigettől és Izraeltől kezdve, északra Kuvaitig, míg délen Jemenig és Katarig található meg. Az Arab-félszigeten megosztja a területét a rokon, arab szarvasviperával (Cerastes gasperettii).

## Megjelenése
Ennek a fajnak az átlagos hossza 30-60 centiméter, de 85 centiméteres példányok is előfordulhatnak. A nőstény nagyobb, mint a hím. A méreten kívül a nemi kétalakúság a különböző nemek fej- és szemméreténél is mutatkozik; ebben az esetben a hím feje és szeme a nagyobbak. Ez a kígyófaj a nevét a szemei fölött elhelyezkedő „szarvakról” kapta. A szemei fejének oldalain ülnek, és mindjárt ezek fölött a „szarvak”. Az állat színe élőhelytől függően változó, de mindig beleolvad a környezetébe - azonban nincsenek alfajai. A háti szín lehet: sárgás vagy halvány szürke, rózsaszínes, vöröses vagy világosbarna foltozással. Szintén a háti részén sötét, félig merőleges foltok vannak. Példánytól függően ezek a foltok összeérhetnek vagy nem. A hasa fehér. A farka vékony vége fekete színű lehet, de nem mindegyik példánynál.

## Életmódja
A száraz, homokos és sziklás élőhelyeket választja otthonául. Néha az oázisok környékén, valamint 1500 méteres tengerszint feletti magasságokban is megtalálható. A hűvösebb, 20 Celsius-fokos átlag hőmérsékletű területeket inkább kerüli.
A mérge nem erős, csak kisebb zsákmányállatok elejtésére alkalmas. Oldalazó mozgásokkal halad, emiatt érdekes nyomokat hagy a homokban. Nyugodt természetű kígyó, támadóit pikkelyeinek összedörzsölésével próbálja elriasztani. Ha ez nem működik, akkor C alakú támadóállást vesz fel. Homokba, vagy kövek és növények alá rejtőzve várja áldozatát. Táplálékát kisebb madarak és rágcsálók képezik.

## Szaporodása
Fogságban a szaporodási időszak áprilisban van. A párzás mindig a homok alatt történik meg. A nőstény 8-23 tojást tojik; a kikelés 50-80 nap után következik be. A vadonban kövek alá vagy elhagyott rágcsálóüregekbe rakja tojásait. Az újszülött szarvasviperák körülbelül 12-15 centiméteresek.

## Képek

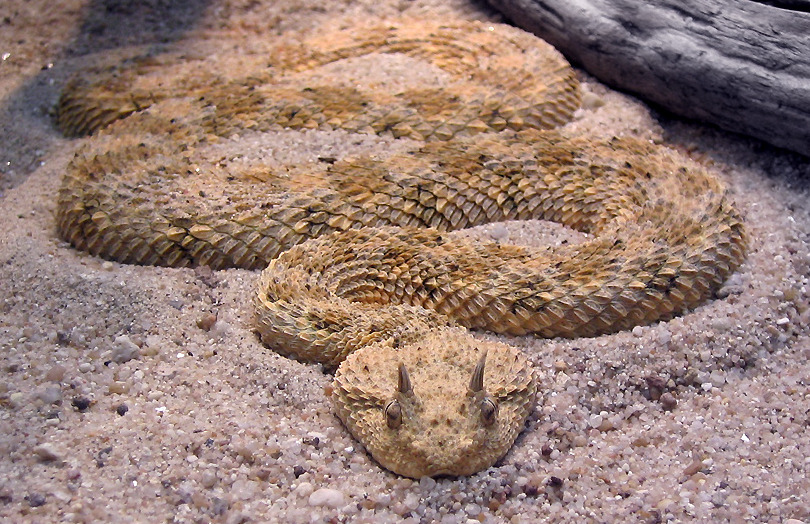
Szemből
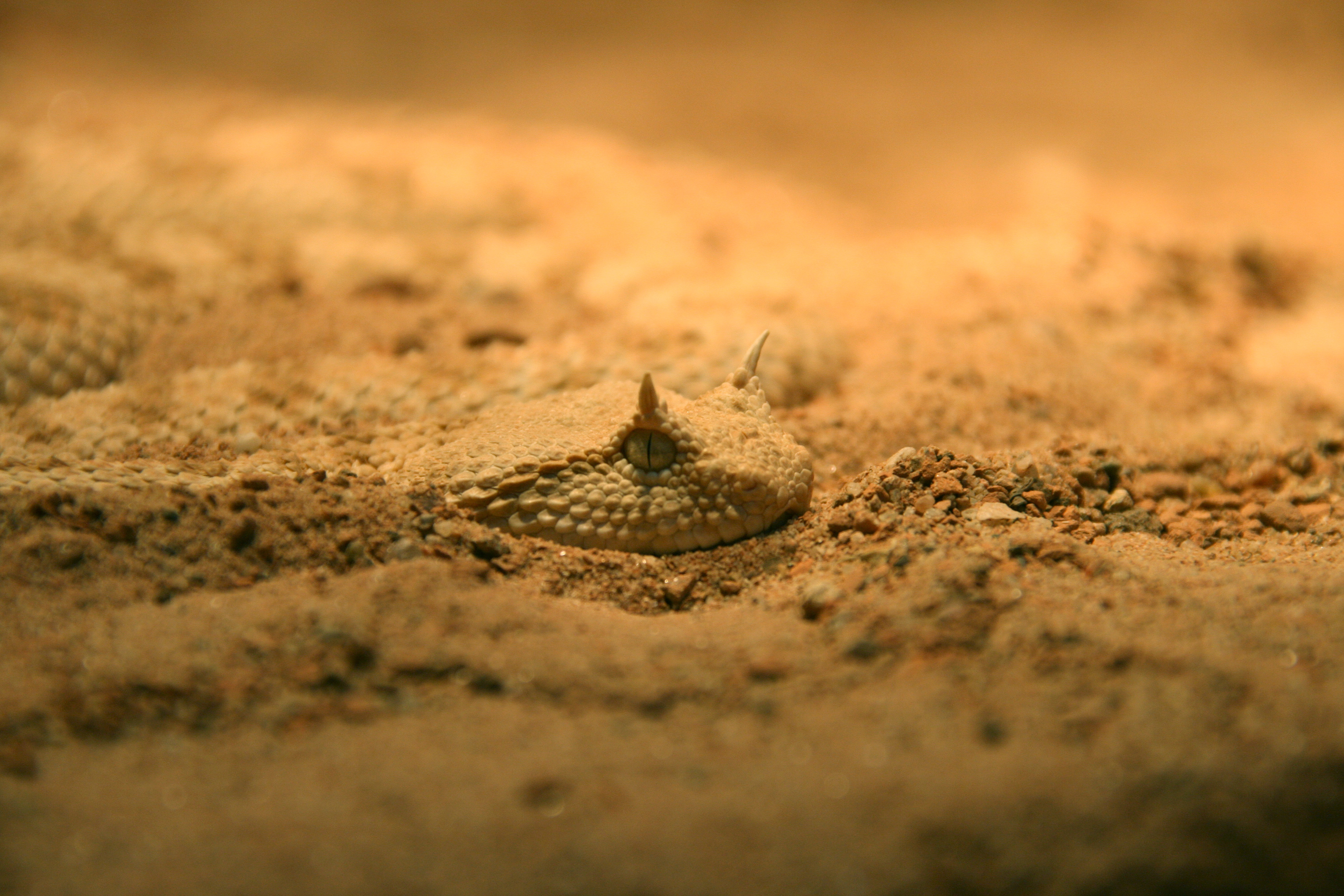
Vadászás közben sokszor, csak a feje látszik, vagy még az sem
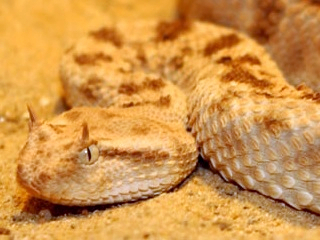
A feje közelről
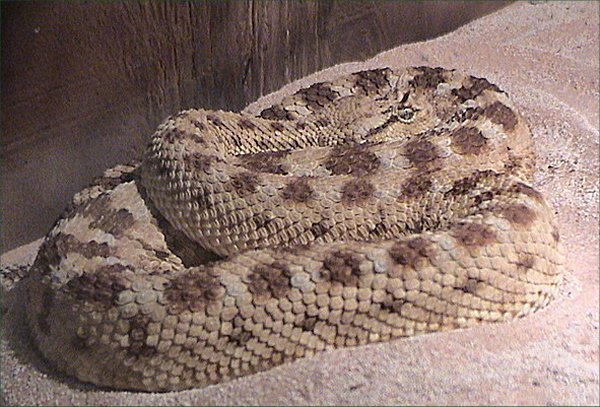
Különböző
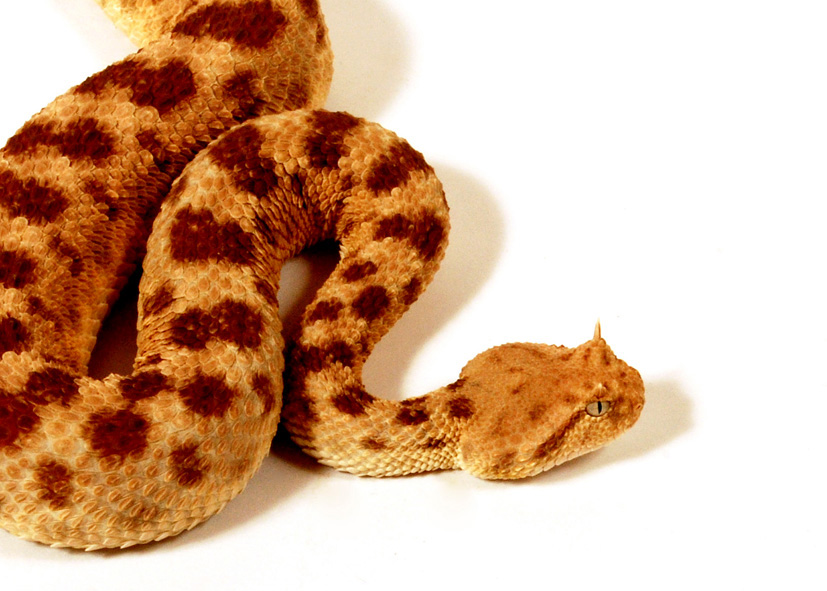
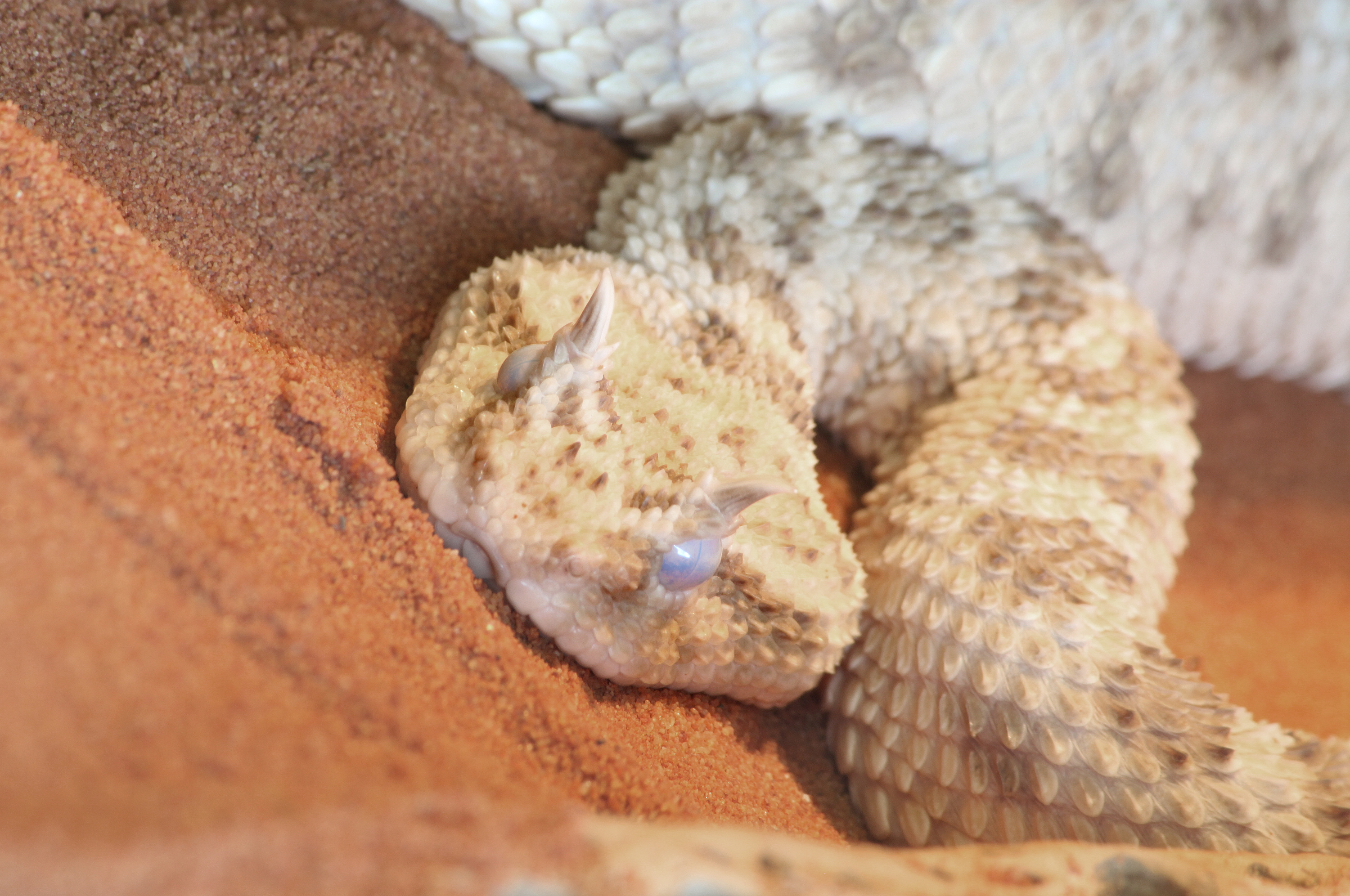
színváltozatokban

### Fordítás
- Ez a szócikk részben vagy egészben  a   Cerastes cerastes című angol Wikipédia-szócikk ezen változatának fordításán alapul.  Az eredeti cikk szerkesztőit annak laptörténete sorolja fel. Ez a jelzés csupán a megfogalmazás eredetét és a szerzői jogokat jelzi, nem szolgál a cikkben szereplő információk forrásmegjelöléseként.